# Židovský hřbitov v Malešově
Židovský hřbitov, který leží na jihozápadním kraji městyse Malešova v okrese Kutná Hora, je přístupný od cesty vedoucí kolem zemědělského objektu. Od roku 1958 je chráněn jako kulturní památka České republiky. Pohřbívalo se zde od začátku 18. století až do roku 1956.

## Historie a popis
První židovské osídlení v Malešově v soudním okrese Kutná Hora je datováno do první čtvrtiny 18. století. Většina tamního obyvatelstva se ale během následujícího století přesídlila do Kutné Hory za lepšími pracovními příležitostmi, kdy na konci 19. století byla náboženská obec v Malešově připojena k ŽNO v Kutné Hoře jako modlitební spolek. V samotné Kutné Hoře nikdy židovský hřbitov nevznikl, a tak židé byli nadále pohřbíváni hlavně v přilehlém Malešově nebo na židovském hřbitově ve Zbraslavicích. 
Hřbitov s náhrobky, domkem a ohradní zdí s branou a brankou v Malešově byl založen asi v 18. století, k poslednímu rozšíření došlo ve druhé polovině 19. století. Poslední pohřeb zde byl vykonán v roce 1956, kdy byla pohřbena Josefina Oheimová, dcera posledního starosty židovské náboženské obce v Kutné Hoře Bedřicha Kleina. Na židovském hřbitově v Malešově se tedy pohřbívalo i po konci druhé světové války. 
Hřbitov se mimo jiné dělí na tři části: úsek se staršími náhrobky, s mladšími náhrobky a dětské oddělení. Všechny dospělé hroby jsou otočené k východu a všechny dětské hroby orientované k západu. Poblíž dětských hrobů leží navíc desky desatera pocházející ze zbořené synagogy (roku 1910). 
Hrobnický domek (čp. 126) je od přestavby v roce 1948 využíván soukromým majitelem jako rodinný dům. 

## Současnost
Ve 20. století byl poprvé hřbitov restaurován v roce 1985, od roku 1995 má areál v péči Židovská obec v Praze a postupně v něm probíhají další rekonstrukční a údržbové práce. Do dnešní doby se dochovalo přes 210 barokních a klasicistních náhrobků s nejstaršími sahající do poloviny 18. století. Židovský hřbitov představuje jediný pozůstatek židovského osídlení a kultury v městyse. 
Do areálu se vstupuje brankou umístěnou při jižní straně nebo pilířovou branou v jihozápadní nové části hřbitova. Brána hřbitova se zamyká a přístup je třeba domluvit se správci.